# Gekko gecko
Gecko tokay, Gecko des habitations
Pour le vin du même nom, voir Tokay.
Espèce
Synonymes
- Lacerta gecko Linnaeus, 1758
- Gekko verticillatus Laurenti, 1768
- Gekko teres Laurenti, 1768
- Gekko aculeatus Houttuyn, 1782
- Gekko perlatus Houttuyn, 1782
- Gekko guttatus Daudin, 1802
- Gekko verus Merrem, 1820
- Gekko annulatus Kuhl, 1820
- Gymnodactylus tenuis Hallowell, 1856

Gekko gecko, le Gecko tokay ou Gecko des habitations est une espèce de geckos de la famille des Gekkonidae. C'est, avec le gecko à queue plate Uroplatus giganteus, le plus grand des Gekkonidae.

## Répartition
Cette espèce se rencontre en Inde, au Népal, au Bangladesh, en Birmanie, en Thaïlande, au Cambodge, au Laos, au Viêt Nam, en Malaisie, dans le sud de la Chine, à Taïwan, aux Philippines, en Indonésie et au Timor oriental.

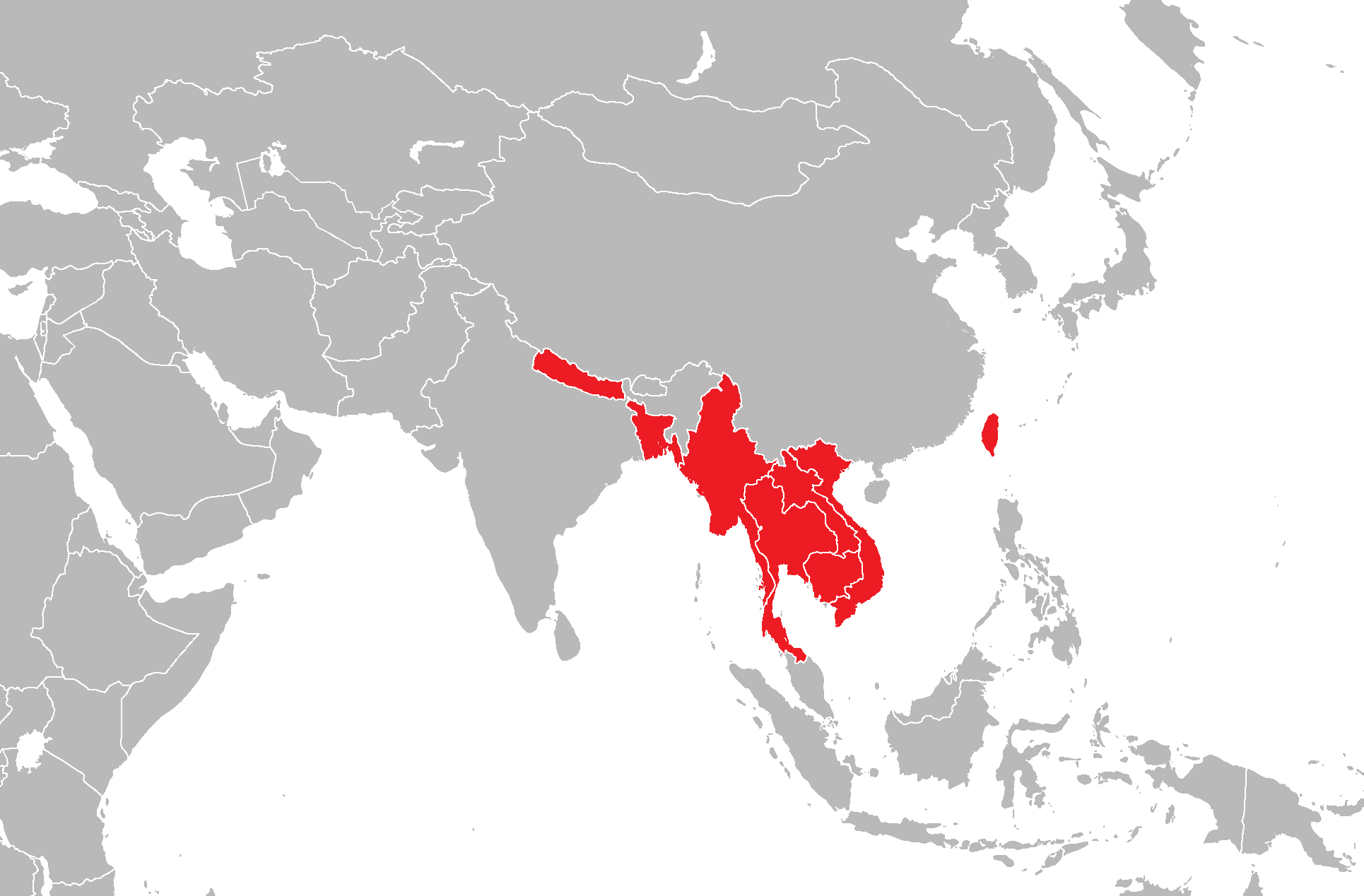
Répartition du gecko tokay

Elle a été introduite en Floride et à Hawaï aux États-Unis et en Martinique.

## Description

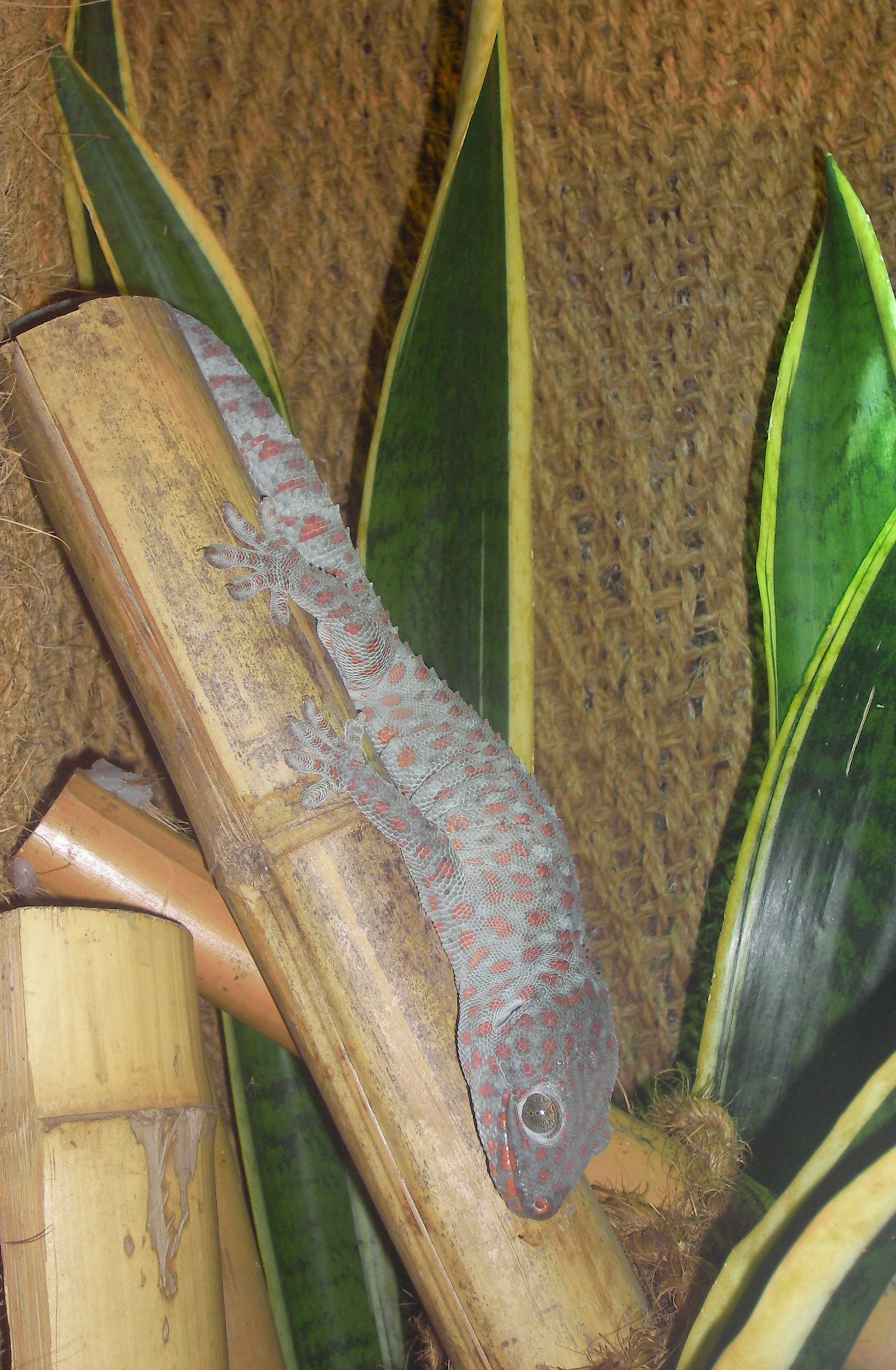
Gecko tokay

C'est un lézard ovipare nocturne qui mesure de 20 à 35 cm de longueur (LMC ou « longueur du museau au cloaque », c'est-à-dire la longueur du corps queue non comprise : 200 mm).

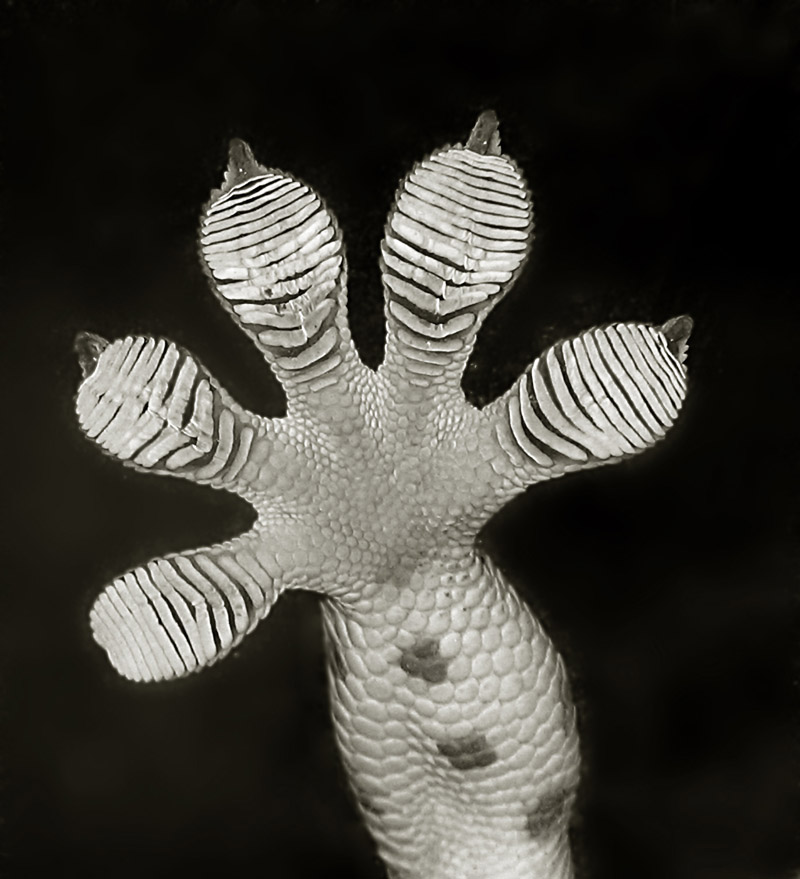
Le gecko a sous chaque doigt des lamelles qui se divisent et se redivisent en des millions de "poils" microscopiques qui agissent comme des aimants.

Les mâles ont des pores fémoraux (petits points) en forme de V au-dessus du cloaque. Le cri du mâle diffère de celui de la femelle. 
Le Gekko gecko présente la particularité d'avoir sous les doigts des "setæ", soies microscopiques offrant un grand pouvoir d'adhésion sur des supports lisses. L'animal peut se mouvoir sur des surfaces verticales et même les plafonds.
Ce gecko est plutôt massif, doté d'une grosse tête à la mâchoire puissante. Son corps est gris bleuté avec des points  orange distincts et des taches bleu clair régulièrement espacées.

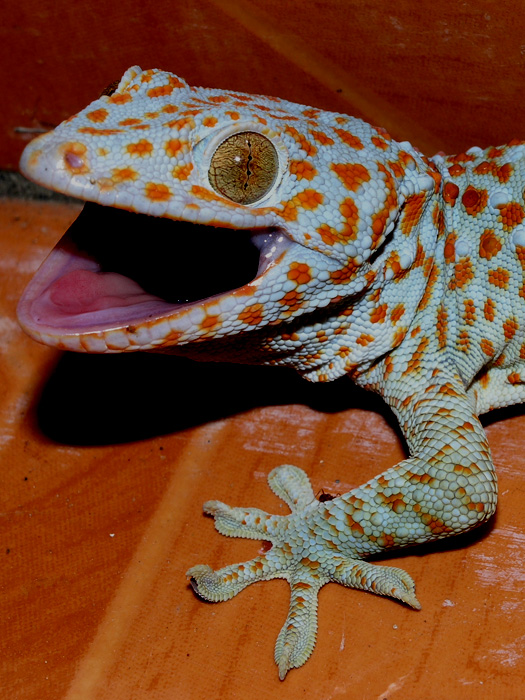
Tokay pris au piège

Comme tous les reptiles nocturne, il a de grands yeux aux pupilles verticales (qui sont rétrécies en une fine fente sous une lumière vive). 
Dépourvu de paupières, il a à la place une écaille transparente appelée lunette. Pour avoir une vue impeccable, il se nettoie régulièrement les yeux en passant sa langue sur ses lunettes.
Il dispose d'un véritable répertoire sonore pour communiquer. Il entend, contrairement à nombre de reptiles, des sons ; et il "entend" aussi des vibrations non sonores à très basses fréquences grâce à ses saccules, vésicules de l'oreille interne.
Pris au piège ou acculé, il ouvre largement la bouche, exhibant sa langue rouge et sa gorge noire. Se sentant en danger, le tokay peut devenir très agressif et infliger une morsure violente et douloureuse à son agresseur. 
Comme les lézards que l'on trouve en France, il peut perdre sa queue pour échapper à ses prédateurs (mammifères, serpents...).

## Habitat
Il vit dans les forêts tropicales humides et dans les zones urbaines.

## Alimentation
Ce gecko est insectivore et carnivore. 
Quand il chasse le soir, il pousse des cris, sorte d'aboiement, qui peuvent s'entendre à plus de 100 m de distance. Il consomme la plupart des arthropodes de taille adaptée, des insectes et n'hésite pas à consommer des petits reptiles (dont des petits lézards et à l'occasion des geckos de sa propre espèce), des grenouilles ainsi que des petits mammifères comme des souriceaux ou des petits oiseaux. Tout comme les autres sauriens, il ne se nourrit que de proies vivantes.

## Éthologie
Les mâles sont territoriaux et défendent parfois violemment leur territoire, surtout en période de reproduction.
Les mâles sont capables de pousser un cri puissant et caractéristique ressemblant à «to-kaï», lors des périodes de reproduction ou bien lorsqu'ils se sentent menacés.

## Reproduction

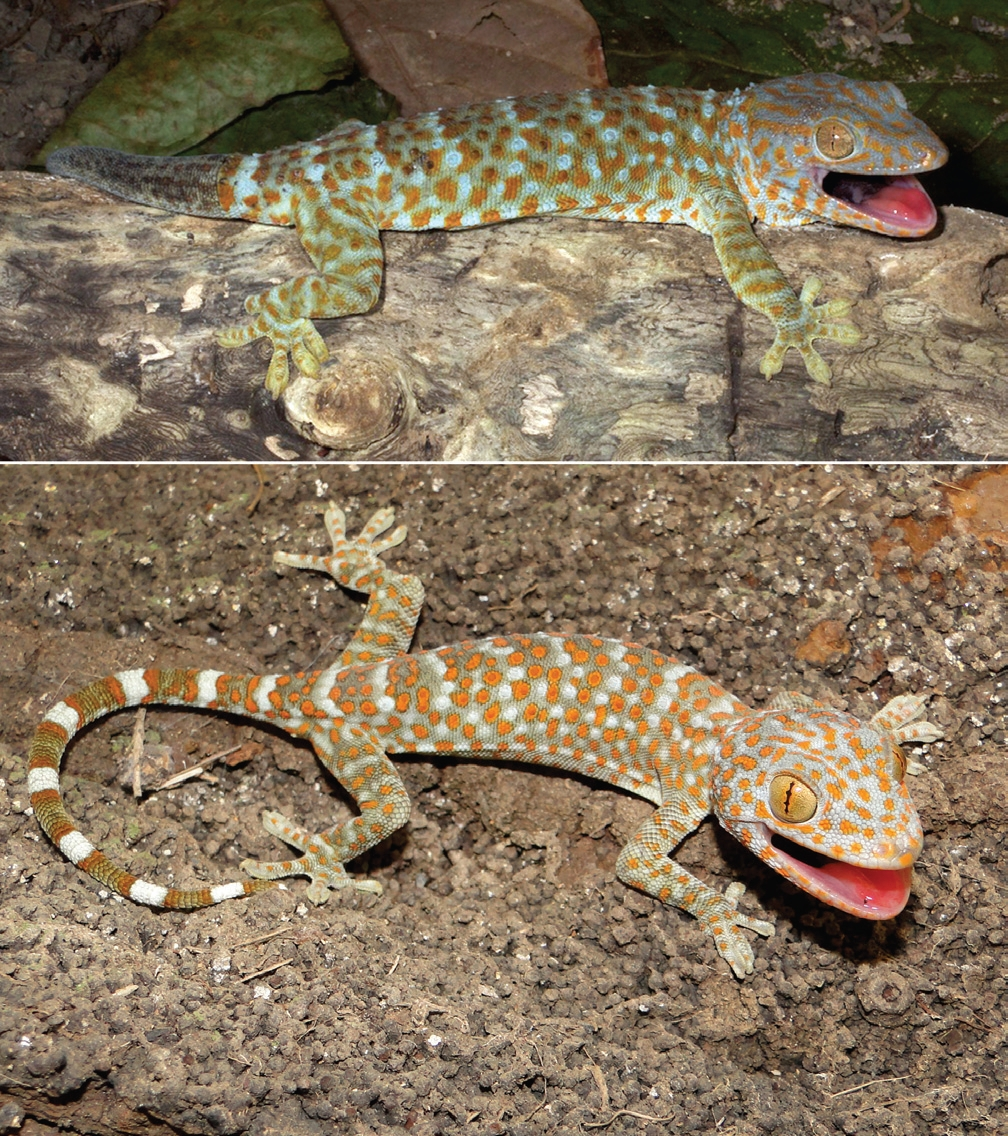
un mâle et un juvénile

La reproduction commence à la sortie de l'hiver (extrêmement clément là où vivent ces geckos). La femelle pond deux œufs gluants qu'elle colle sur une surface verticale bien protégée des prédateurs, en général au pied des branches ou dans le creux d'un arbre. Ils incubent durant environ dix semaines à 29 °C, avec une hygrométrie de 70-80 %.
Les petits sont adultes à l'issue de leur deuxième année.

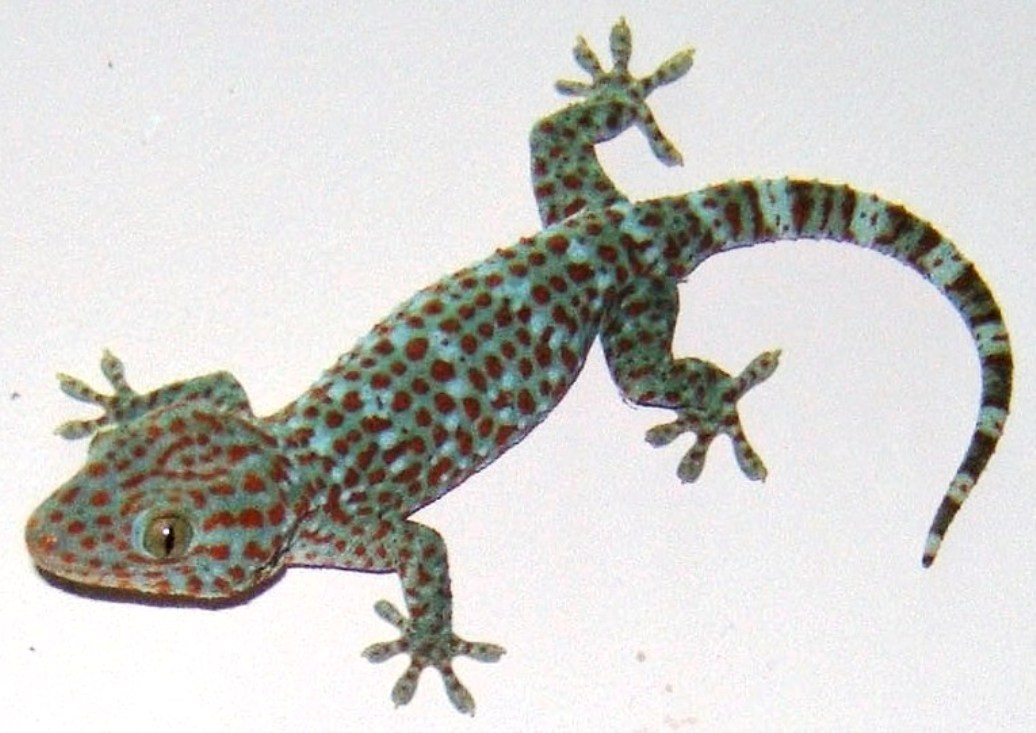
Gekko gecko, province de Bình Thuận, Vietnam.

## Liste des sous-espèces
Selon The Reptile Database (26 septembre 2012) :
- Gekko gecko gecko (Linnaeus, 1758)
- Gekko gecko azhari Mertens, 1955

## Le gecko tokay et l'Homme

### Élevage en captivité
Se reproduisant facilement en captivité, ces geckos ont été parfois utilisés pour la chasse aux insectes (blattes, cafards) en particulier à New York (première moitié des années 1900). Ceci fut d'ailleurs fatal à la plupart de ces geckos, la température, l'hygrométrie et surtout la présence d'insecticide dans les proies ayant eu raison d'eux.
Sa robustesse fait du gecko tokay un reptile apprécié des terrariophiles bien qu'il se montre agressif, et ne soit pas domesticable. Les amateurs visent à reproduire au mieux ses conditions de vie, et apportent un soin particulier à la maintenance d'un degré correct d'hygrométrie et d'un environnement aéré. Des préconisations sont disponibles sur de nombreux sites d'amateurs spécialisés, ou vétérinaires plus généralistes En cas de reproduction, et compte tenu des tendances de l'animal à manger ses propres petits, ils élèvent ceux-ci dans des terrariums séparés.

### Recherche
La capacité du Gekko gecko (et d'autres genres de sa famille) à se mouvoir sur des supports verticaux ou d'une inclinaison supérieure à 90° a entrainé des recherches biomimétiques sur les setae et spatulae  équipant leurs pattes, visant à les reproduire. En 2005, l'Université d'Akron a mis au point des nanotubes inspirés de ces deux structures, et présentant un pouvoir d'adhésion quatre fois supérieur aux pattes du gecko. En 2011, une équipe de chercheurs a mis en évidence le dépôt de phospholipides, en complément des mécanismes déjà identifiés, expliquant le pouvoir auto-nettoyant observé, et qui permet à l'animal de se mouvoir sur des surfaces poussiéreuses, et de décoller ses pattes sans qu'elles ne soient salies

### Médecine traditionnelle

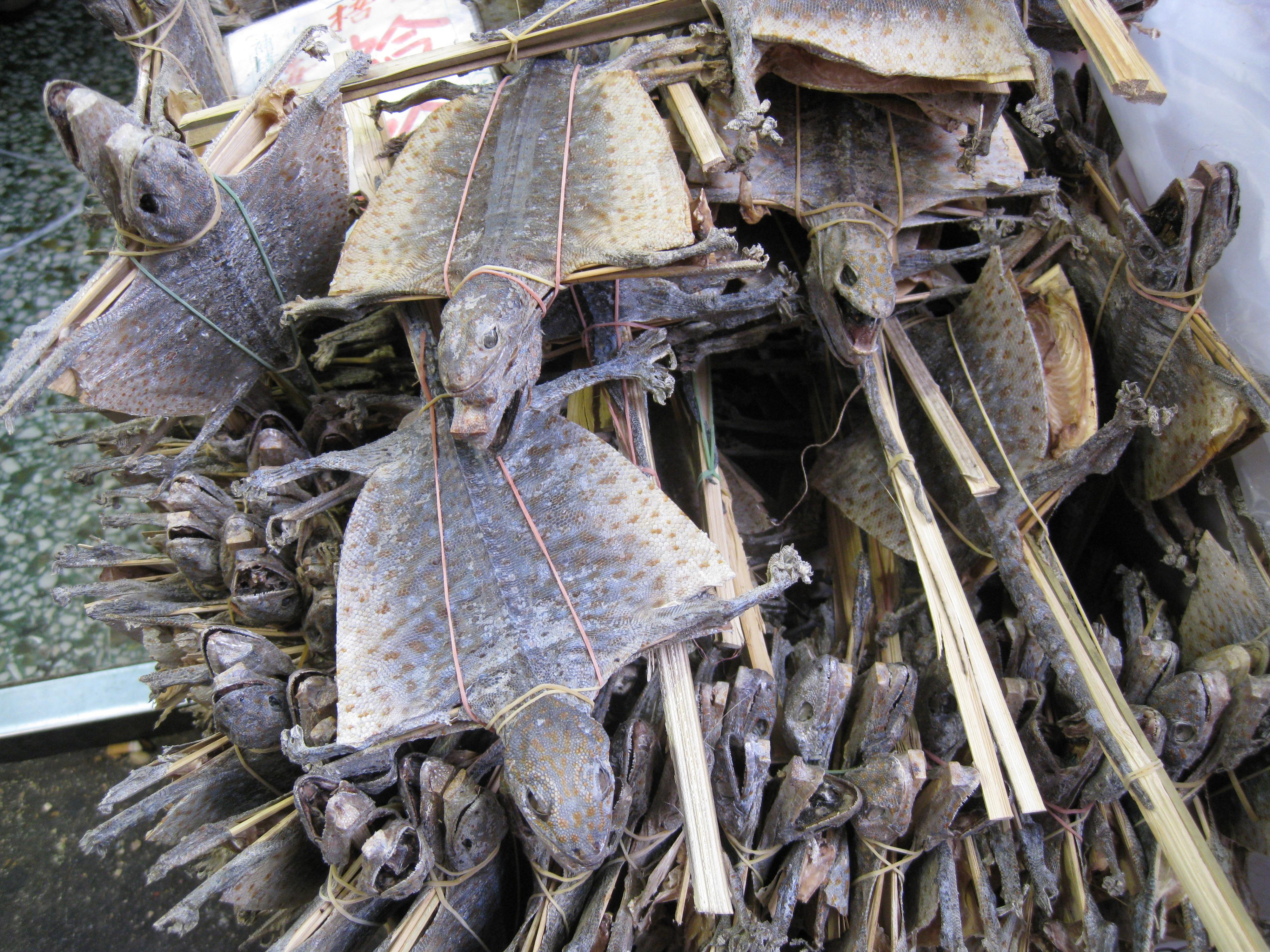
Gekko gecko secs, Hongkong, Chine

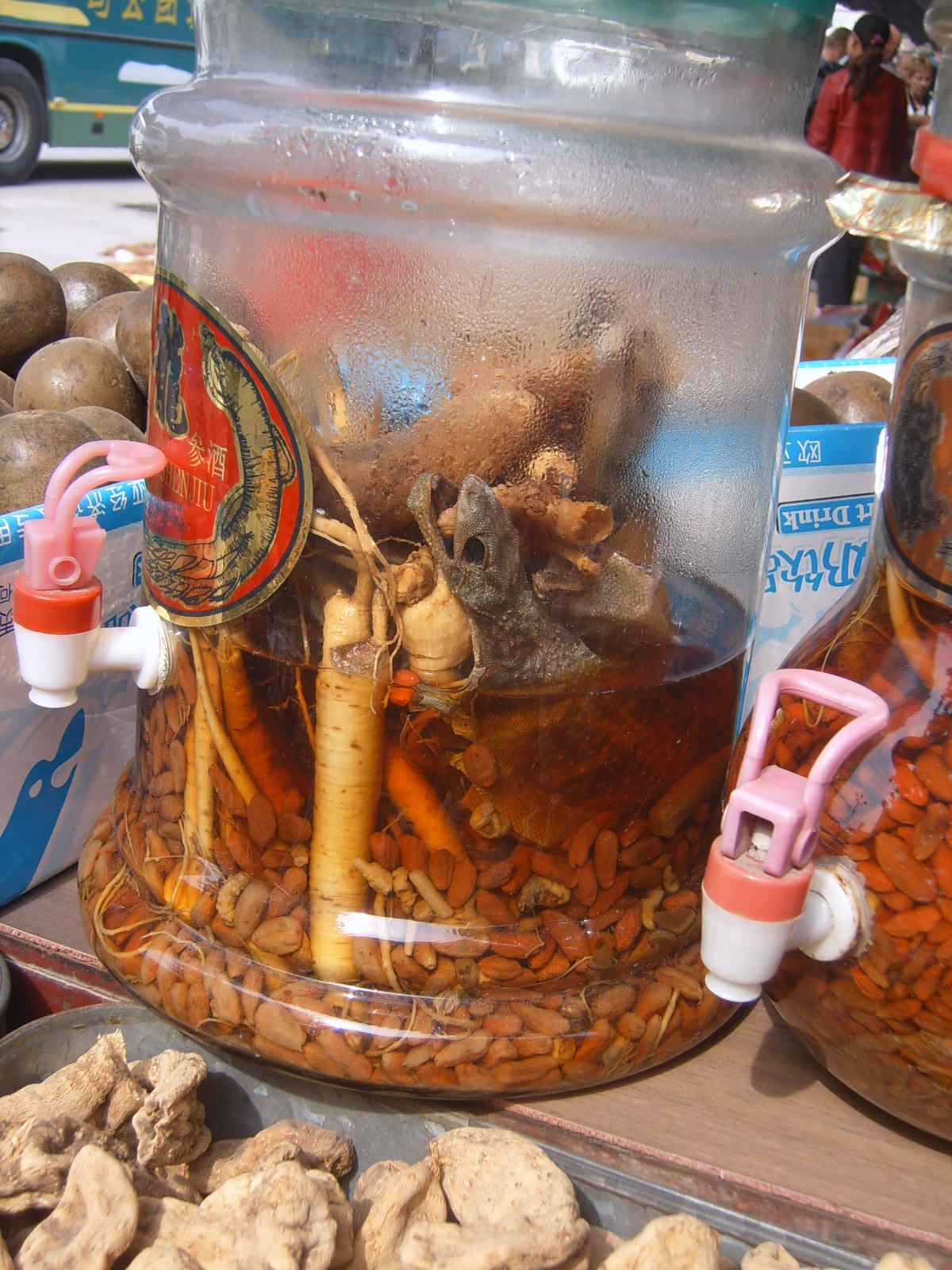
Médecine traditionnelle chinoise, Marché de Xi'an, Chine

Il est utilisé dans la médecine traditionnelle chinoise et sa chasse intensive est à l'origine d'un déclin dramatique de son espèce.

### Croyance
Les malais pensent que quand un tokay vit dans leur maison, il leur porte bonheur ; et si un tokay se fait entendre après la naissance d'un enfant, il prédit alors une vie heureuse au nouveau-né.

### Philatélie
Ce gecko a été représenté sur des timbres par les pays suivants :
- Laos : en 1984 (3 k.)
- Vietnam : en 1965 (12 xu.) et 1984 (5 d.)
- Dhufar ( Oman ) en 1972

## Publications originales
- Linnaeus, 1758 : Systema naturae per regna tria naturae, secundum classes, ordines, genera, species, cum characteribus, differentiis, synonymis, locis, ed. 10 (texte intégral).
- Mertens, 1955 : Über eine eigenartige Rasse des Tokehs (Gekko gecko) aus Ost-Pakistan. Senckenbergiana Biologica, vol. 36, p. 21-24.